# Remparts de Vaucouleurs
Les remparts de Vaucouleurs sont des remparts situés dans la commune de Vaucouleurs, dans la Meuse en région Grand Est.

## Histoire
Étienne de Vaux entoure la ville d'une palissade et entre 1099 et 1130, Roger de Joinville entoure Vaucouleurs d'une importante enceinte peut-être pourvue dès cette époque de 17 tours. Ce n'est qu'au au moyen âge que la muraille ouest de la ville se confondait avec celle du château, l'enceinte comportait 20 tours rondes, rectangulaires ou en éperon, et 4 portes. L'édifice actuel fut élevé en 1733 1734 et repose sur une muraille du XIIIe siècle qui s'enfonce à 3 mètres dans le sol.
Les restes des remparts et la tour dite des Anglais sont classés au titre des monuments historiques par arrêté du 14 novembre 1979.

## Description
Les tours, les portes et les échauguette sont en pierre de taille, les remparts sont en moellon de gros appareil et en pierre de taille, ils ont tous perdu leurs créneaux et certains ont été utilisés comme murs porteurs de constructions, la porte de France a un toit à croupes de tuiles plates, la tour Seiligmann, rhabillée au XIXe siècle en style troubadour, et l'échauguette sont couvertes d'un toit conique d'ardoise.